# Raffaele Molin

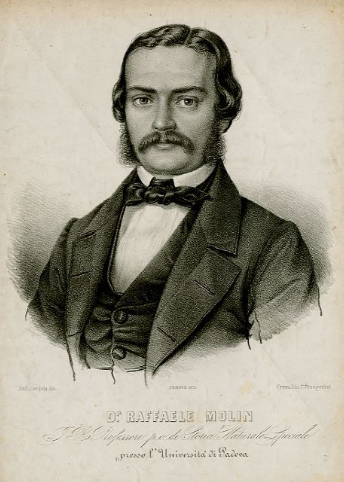
Raffaele Molin

Raffaele Molin, auch Raphaele Molin oder eingedeutscht Raphael Molin, (geb. 27. Oktober 1825 in Zadar; gest. 29. Juni 1887 in Wien) war ein italienischer Mediziner, Parasitologe und Hochschullehrer an der Universität Padua.

## Leben
Molin schloss 1849 sein Medizinstudium an der Universität Wien ab und wurde im Folgejahr Schüler bei Ernst Wilhelm von Brücke, wo er sich in Physiologie und vergleichender Anatomie weiterbildete. 1851 wurde er von der österreichischen Regierung zum Professor für Naturgeschichte (Zoologie und Mineralogie) an der Universität Padua ernannt. Mit nur sechsundzwanzig Jahren hatte er ein Handbuch der Mineralogie, drei vergleichend-anatomische Studien zum Verdauungssystems von Vögeln und Fischen, eine Arbeit über das Skelett des Sterlets sowie eine elektrophysiologische Studie verfasst. 
1856 begann Molin sich auf die Helminthologie zu konzentrieren, insbesondere die Veneziens, und publizierte bis in die 1860er Jahre zahlreiche Studien zu Darmwürmern mit einigen Erstbeschreibungen, die ihm große Anerkennung in der Wissenschaftswelt einbrachten. Seine helminthologischen Werke waren durch exzellente, auf seinen Zeichnungen basierenden Illustrationen ausgestattet. Seine umfangreichen Materialsammlungen überließ er dem Museum für Naturgeschichte der Universität Padua. 1861 begann Molin, sich mit Fischzucht zu befassen, ab 1864 auch mit der Austernzucht. 1866 veröffentlichte er eine größere Arbeit über die Imkerei.
Ab dem 13. Januar 1856 war er außerordentliches Mitglied der Akademie der Wissenschaften, Briefe und Künste von Padua sowie korrespondierendes Mitglied des Istituto Veneto. In wissenschaftlichen Diskussionen glänzte er mit lebhaftem Einfallsreichtum. Mit den politischen Veränderungen durch den dritten italienischen Unabhängigkeitskrieg ging Molin im Frühjahr 1866 nach Wien an das Naturkundemuseum. Per Dekret vom 3. September 1867 wurde er von der Regierung zum Professor für angewandte Zoologie am k.k. Polytechnischen Institut in Wien berufen. Hier war er bis Januar 1875 tätig und wurde nur fünfzigjährig in den Ruhestand versetzt. Die Gründe für diese vorzeitige Emeritierung sind nicht bekannt, aber nach seinem Wechsel nach Wien hatte er seine wissenschaftliche Tätigkeit stark reduziert und nur drei kleinere Arbeiten publiziert. 1878 ließ er sich als praktizierender Arzt nieder, und behandelte zwei Tage in der Woche Arme kostenlos. Von 1885 bis 1887 lehrte er als freier Lehrer Zucht kleiner Land- und Wassertiere an der Hochschule für Landwirtschaft.